# DFS Olympia Meise
DFS Olympia Meise – niemiecki szybowiec wyczynowy. Pierwowzór szybowca klasy światowej, skonstruowany na igrzyska olimpijskie w Helsinkach w 1940 r.

## Historia
Szybowiec został opracowany przez inż. Hansa Jacobsa w ramach konkursu na szybowiec olimpijski. Pierwotnie nosił oznaczenie DFS Meise (niem. sikorka). Zwycięski prototyp miał stać się szybowcem uniwersalnym, wykorzystanym podczas olimpiady w 1940 r. w Helsinkach. Zakładano, że w wyniku konkursu ma powstać konstrukcja umożliwiająca zawodnikom rywalizację na identycznym sprzęcie. Do rywalizacji zgłoszono włoskie Aeronautica Lombarda AL-3 i CVV-4 Pellicano, niemieckie Akaflieg München Mü 17 i DFS Meise oraz polskiego Orlika.
DFS Olympia została zbudowana zgodnie z zasadą 3 x 15: rozpiętość – 15 m, wydłużenie – 15, powierzchnia nośna – 15 m2. Prace nad budową prototypu zakończono w 1938 r. W dniach 19-25 lutego 1939 r. wziął udział w testach porównawczych na włoskim lotnisku Sezze Littorio. Maszyny były testowane przez sześciu pilotów doświadczalnych, na podstawie opinii których, a także a na skutek nacisków politycznych ze strony III Rzeszy w konkursie zwyciężyła konstrukcja niemiecka.
Produkcja seryjna szybowca w III Rzeszy ruszyła od 1942 r. i była głównie przeznaczona na potrzeby NFSK. Odbywała się w zakładach DFS w Darmstadt oraz zakładach F. Schmetz w Herzogenrath. W obu wytwórniach wyprodukowano 1101 egzemplarzy tego szybowca.
Dokumentacja została upubliczniona zaraz po rozstrzygnięciu konkursu w 1939 r. W Polsce jego budową miały się zająć Warsztaty Szybowcowe w Warszawie oraz Lwowskie Warsztaty Lotnicze. Przed wybuchem II wojny światowej rozpoczęto budowę dwóch egzemplarzy, które zostały przejęte przez Armię Czerwoną. Po wojnie na terenach polskich skompletowano 21 egzemplarzy; użytkowano je do początku lat 50. XX w. Zostały wykorzystane podczas rozegranych w 1948 r. Krajowych Zawodów Szybowcowych. Szybowce eksploatowane w Polsce otrzymały znaki rejestracyjne: SP-013, SP-102, SP-126, SP-128, SP-153, SP-371, SP-378, SP-390, SP-407, SP-408, SP-411, SP-441, SP-468, SP-571, SP-585, SP-586, SP-686, SP-822, SP-823, SP-934 oraz SP-978. Jeden egzemplarz, SP-390, został przekazany do Muzeum Lotnictwa Polskiego w Krakowie.
Na podstawie dokumentacji DFS Olympia w NRD w 1953 r. uruchomiono produkcję jego zmodyfikowanej wersji – do 1959 r. zbudowano 149 egzemplarzy, które latały do 1977 r. Produkcja szybowca miała miejsce również we Francji (jako Nord 2000; zbudowano 100 egzemplarzy), w RFN (30 egz.) oraz w Wielkiej Brytanii – jako Olympia EON 4 (150 egz.) oraz w wersjach rozwojowych EON 5, 6, 7, 8 i 10 (kolejne 182 egz.).

## Konstrukcja
Szybowiec wyczynowy w układzie górnopłatu o konstrukcji drewnianej. Kadłub o konstrukcji półskorupowej, kryty sklejką. Kabina pilota zakryta zdejmowaną osłoną. Płat dwudzielny o konstrukcji jednodźwigarowej z pomocniczym dźwigarkiem skośnym. Do dźwigara kryty sklejką, dalej płótnem. Przy kadłubie płat miał profil Gö 549, przechodzący na końcu skrzydła w Gö 676. Na skrzydłach były zamontowane hamulce aerodynamiczne typu Schempp-Hirth. Podwozie jednotorowe, złożone z podkadłubowej płozy jesionowej amortyzowanej krążkami gumowymi oraz płozy ogonowej. Pilot dysponował przyrządami, na które składały się: prędkościomierz, wysokościomierz, chyłomierz poprzeczny, wariometr, kompas oraz zegar pokładowy. Do przechowywania szybowiec mógł być demontowany, w tej postaci miał wymiary: długość – 7,27 m, szerokość (bez statecznika poziomego) – 1,10 m, wysokość – 1,70 m.